# پهچفو
شهر پهچفو (به مقدونی: Пехчево) با جمعیت  ۵٫۵۱۷   نفر  در استان شرق کشور جمهوری مقدونیه واقع شده‌است.